# Sportfreunde Stiller

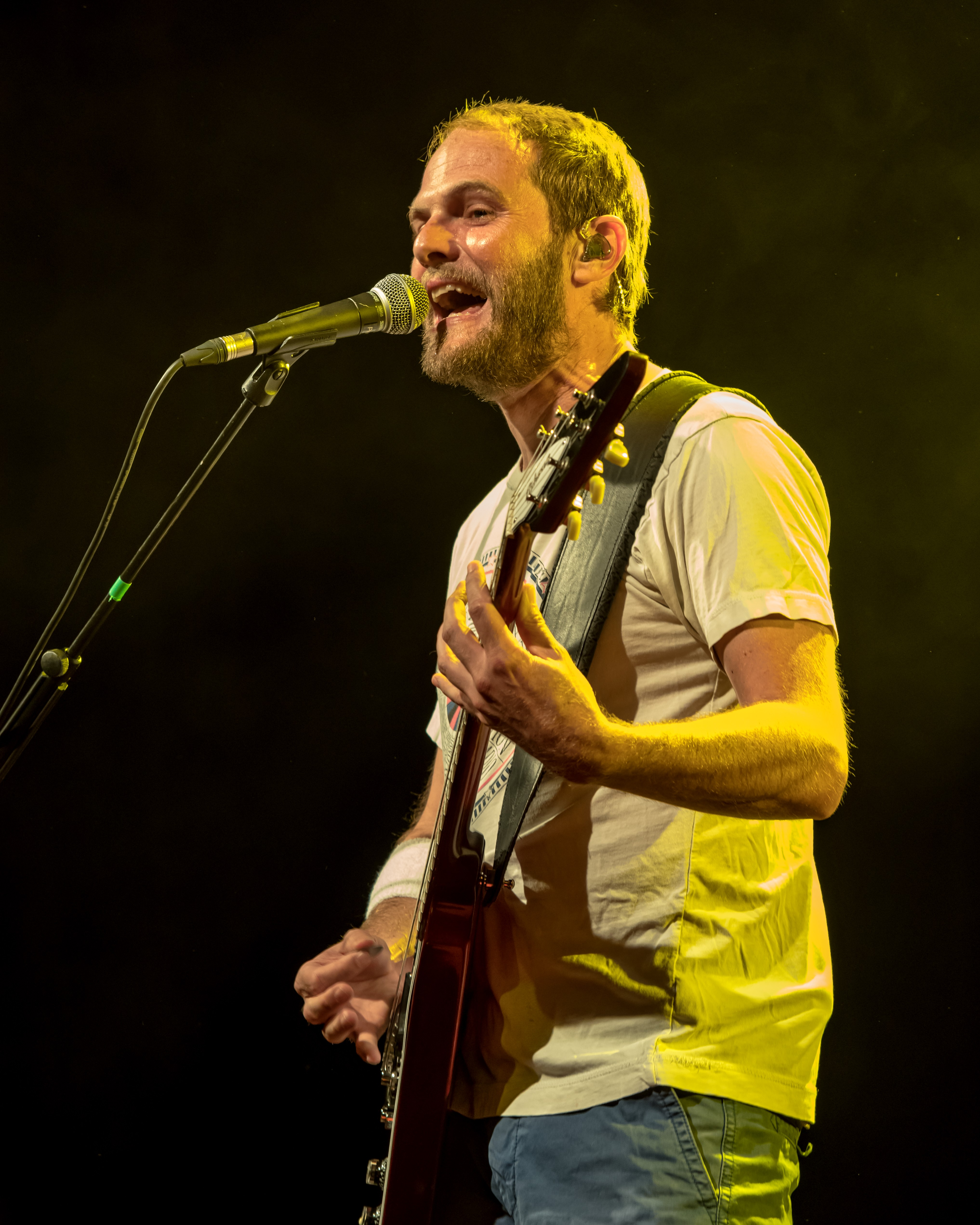
Peter Brugger	Zelt-Musik-Festival 2017 Freiburg, Alemania

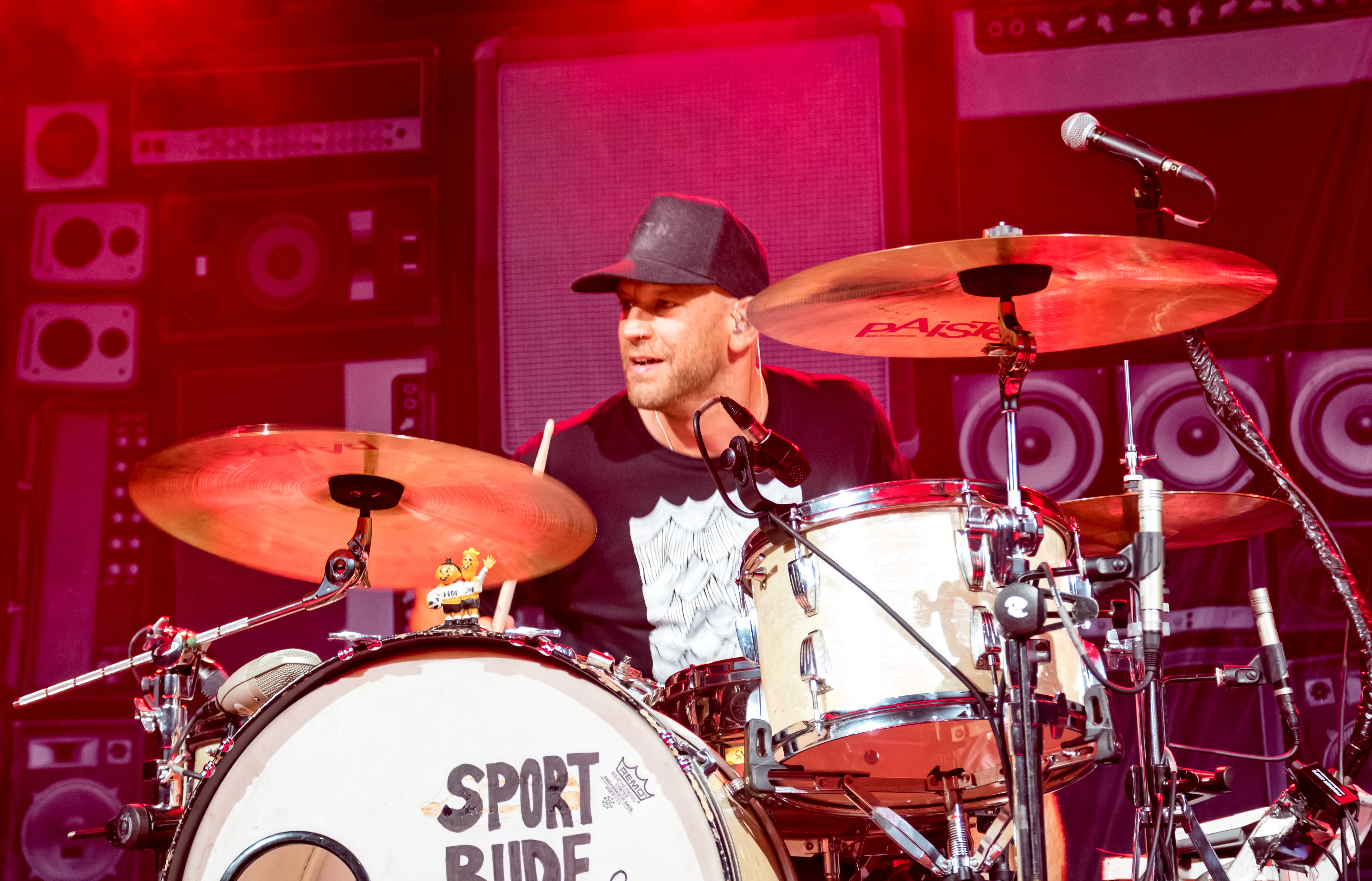
Florian Weber	Zelt-Musik-Festival 2017 Freiburg, Alemania

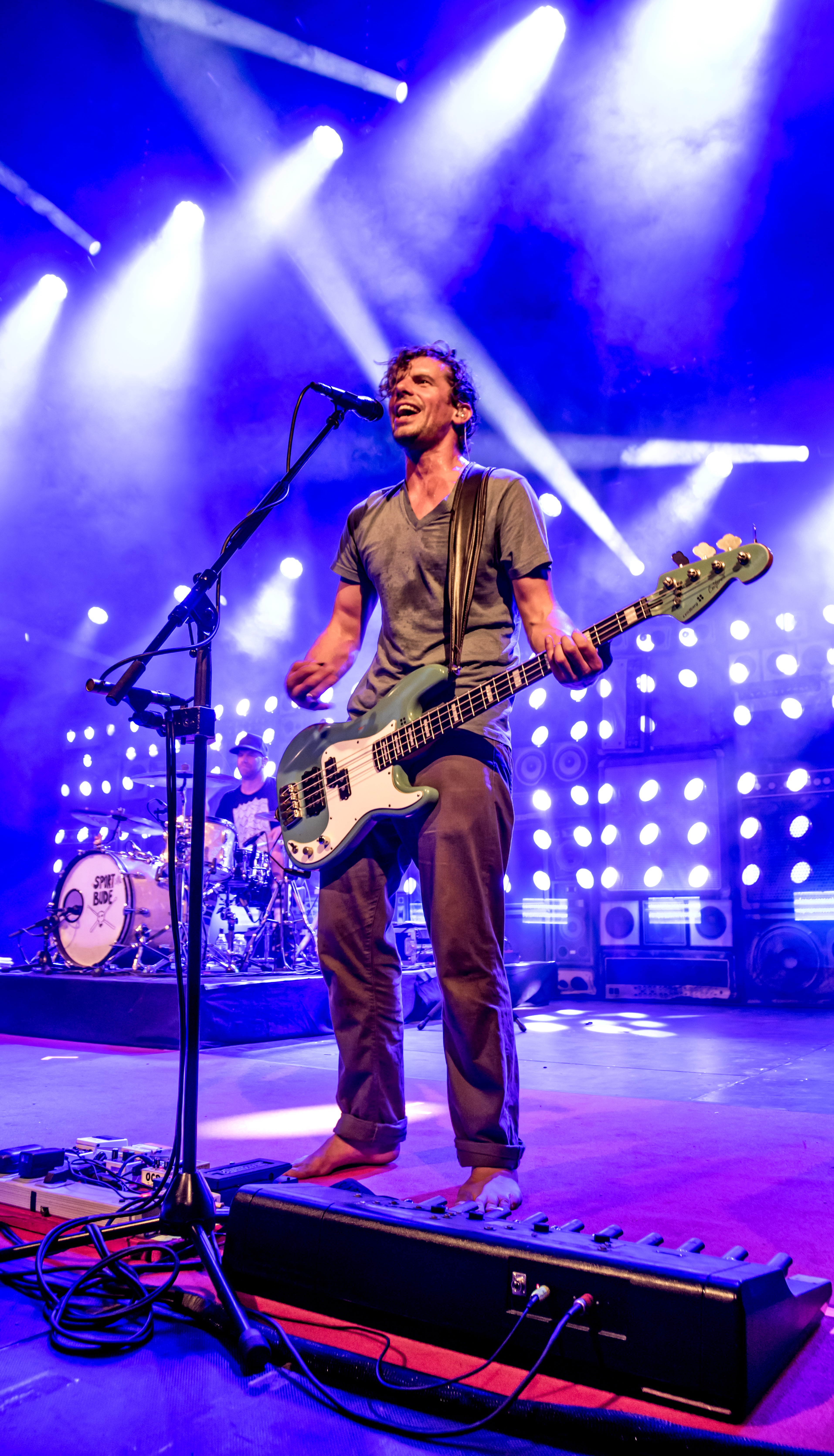
Rüdiger Linhof Zelt-Musik-Festival 2017 Freiburg, Alemania

Sportfreunde Stiller es una banda alemana de música rock originaria de Germering, cerca de Múnich, en Baviera.

## Historia
La banda fue fundada en 1996 por Peter "Balboa" Brugger (cantante y guitarrista), Florian "Rakete" Weber (baterista, cantante) y Rüdiger "Rüde" Linhof (bajista). Tomaron el nombre de su entrenador de fútbol Hans Stiller, del SV Germering. Después tuvieron que cambiarlo porque ya había otra banda llamada "Stiller", por lo que añadieron delante el término Sportfreunde (amigos del deporte).
La canción "Independent" de Die gute Seite fue incluida en la banda sonora del videojuego FIFA 2003.
En 2006, Sportfreunde Stiller lanzaron "'54, '74, '90, 2006", un himno para los fanes de la selección de fútbol de Alemania. El título hace mención a los años en los que la selección germana ganó el Mundial de fútbol, más el 2006. La canción se convirtió en un gran éxito en su país, organizador del Mundial de ese año. Después de que Alemania perdiera contra Italia en la semifinal del 4 de julio de 2006, la canción cambió a "'54, '74, '90, 2010", en referencia al futuro Mundial del 2010 en Sudáfrica.
Sportfreunde Stiller fue nominado al mejor grupo alemán en los MTV Europe Music Awards 2006 en Copenhague, Dinamarca. Su nuevo álbum "La Bum" salió en agosto y su primer single, "Alles Roger", que fue publicado el 20 de julio de 2007, fue número uno en ventas y le valió al grupo para repetir nominación al mejor grupo alemán en los premios europeos de MTV.Atiburon.
En entrevistas posteriores a la salida del álbum MTV: Unplugged in New York anunciaron que se tomarían un descanso indefinido.

## Discografía
- 1996:
  - EP Macht doch was ihr wollt, ich geh jetzt
- 1998:
  - EP Thonträger
- 1999:
  - Maxi "Wellenreiten '54"
- 2000:
  - Maxi "Fast wie von selbst"
  - LP So wie einst Real Madrid 
  - Maxi "Heimatlied"
  - Split-Single "Dancing With Tears In My Eyes" * 2001:
  - Split-Single "Friday I'm In Love"
- 2002:
  - Maxi "Ein Kompliment"
  - LP Die gute Seite
  - Maxi "Komm schon"
  - Maxi "Tage wie dieser"
  - Split-Single "Schwule Mädchen"
- 2003:
  - Maxi "Ans Ende denken wir zuletzt"
  - DVD: Ohren zu und durch
- 2004:
  - Maxi: "Siehst du das genauso?"
  - LP: Burli
  - Maxi: "Ich Roque"
  - Maxi: "1. Wahl"
  - Maxi: "1. Wahl (2. Wahl)"
  - Maxi: "Ein kleiner Schritt (live)"
  - LP: Live
- 2006:
  - LP: "You have to win Zweikampf"
  - Maxi: '54,'74,'90,2006
  - Maxi: Pogo In
  - Maxi: Eine Liebe, Die Nie Endet
- 2007:
  - LP: "La Bum"
  - Maxi: "Alles Roger"
  - Maxi: "(Tu nur das) was dein Herz dir sagt"
  - Maxi: "Antinazi Bund"
  - Maxi: "Advent, Advent"
- 2009:
  - LP: MTV Unplugged in New York
  - Maxi: "Ein kompliment (Unplugged)"
  - Maxi: "Ich war noch nie mals in New York (Unplugged con Udo Jürgens)"
- 2013:
  - LP: New York, Rio, Rosenheim.

## Curiosidades
- Le dedicaron una de sus canciones, "Ich, Roque!", al delantero Roque Santa Cruz, cuando este jugaba en el Bayern de Múnich, club al que los componentes del grupo son aficionados.